# Mystaria lata
Mystaria lata es una especie de araña cangrejo del género Mystaria, familia Thomisidae.

## Distribución
Esta especie se encuentra en África: Namibia y Sudáfrica.

## Taxonomía
Fue descrita por Lawrence en 1927.
Tratamiento taxonómico
La especie aparece registrada y publicada en Contributions to a knowledge of the fauna of South-West Africa V. Arachnida. Annals of the South African Museum 25(1): 1–75, pl. 1–4.